# ECHL 2000/01
Die Saison 2000/01 war die 13. reguläre Saison der East Coast Hockey League (ECHL). Die 28 Teams absolvierten in der regulären Saison je 72 Begegnungen. Das punktbeste Team der regulären Saison waren die Trenton Titans, während die South Carolina Stingrays in den Play-offs ihren insgesamt zweiten Kelly Cup gewannen.

## Teamänderungen
Folgende Änderungen wurden vor Beginn der Saison vorgenommen:
- Die Huntington Blizzard stellten den Spielbetrieb ein.
- Die Jacksonville Lizard Kings stellten den Spielbetrieb ein.
- Die Hampton Roads Admirals wechselten in die American Hockey League und spielten in dieser fortan unter dem Namen Norfolk Admirals.

## Reguläre Saison

### Abschlusstabellen
Abkürzungen: GP = Spiele, W = Siege, L = Niederlagen, T = Unentschieden, OTL = Niederlage nach Overtime, GF = Erzielte Tore, GA = Gegentore, Pts = Punkte

#### Northern Conference
| Northeast Division  | GP | W  | L  | SOL | GF  | GA  | Pts |
| ------------------- | -- | -- | -- | --- | --- | --- | --- |
| Trenton Titans      | 72 | 50 | 18 | 4   | 236 | 164 | 104 |
| Roanoke Express     | 72 | 38 | 30 | 4   | 231 | 195 | 80  |
| Charlotte Checkers  | 72 | 34 | 26 | 12  | 247 | 252 | 80  |
| Richmond Renegades  | 72 | 35 | 31 | 6   | 223 | 228 | 76  |
| Greensboro Generals | 72 | 26 | 39 | 7   | 215 | 277 | 59  |

| Northwest Division | GP | W  | L  | SOL | GF  | GA  | Pts |
| ------------------ | -- | -- | -- | --- | --- | --- | --- |
| Peoria Rivermen    | 72 | 45 | 17 | 10  | 238 | 182 | 100 |
| Dayton Bombers     | 72 | 45 | 21 | 6   | 247 | 194 | 96  |
| Toledo Storm       | 72 | 37 | 27 | 8   | 262 | 259 | 82  |
| Johnstown Chiefs   | 72 | 28 | 36 | 8   | 207 | 238 | 64  |
| Wheeling Nailers   | 72 | 24 | 40 | 8   | 192 | 277 | 56  |

#### Southern Conference
| Southeast Division        | GP | W  | L  | SOL | GF  | GA  | Pts |
| ------------------------- | -- | -- | -- | --- | --- | --- | --- |
| South Carolina Stingrays  | 72 | 42 | 23 | 7   | 240 | 210 | 91  |
| Florida Everblades        | 72 | 38 | 26 | 8   | 236 | 242 | 84  |
| Pee Dee Pride             | 72 | 38 | 28 | 6   | 242 | 231 | 82  |
| Augusta Lynx              | 72 | 36 | 29 | 7   | 259 | 253 | 79  |
| Greenville Grrrowl        | 72 | 34 | 33 | 5   | 219 | 239 | 73  |
| Tallahassee Tiger Sharks† | 72 | 38 | 27 | 7   | 248 | 219 | 68  |

| Southwest Division     | GP | W  | L  | SOL | GF  | GA  | Pts |
| ---------------------- | -- | -- | -- | --- | --- | --- | --- |
| Louisiana IceGators    | 72 | 42 | 24 | 6   | 237 | 209 | 90  |
| Jackson Bandits        | 72 | 39 | 24 | 9   | 206 | 209 | 87  |
| Mobile Mysticks        | 72 | 38 | 28 | 6   | 242 | 231 | 82  |
| New Orleans Brass      | 72 | 35 | 25 | 12  | 247 | 239 | 82  |
| Arkansas RiverBlades   | 72 | 34 | 24 | 14  | 237 | 232 | 82  |
| Baton Rouge Kingfish   | 72 | 35 | 26 | 11  | 216 | 225 | 81  |
| Mississippi Sea Wolves | 72 | 34 | 33 | 5   | 221 | 218 | 73  |
| Birmingham Bulls       | 72 | 28 | 40 | 4   | 224 | 296 | 60  |
| Pensacola Ice Pilots   | 72 | 27 | 40 | 5   | 201 | 250 | 59  |

- † Wegen Verstößen gegen den Salary Cap erhielt Tallahassee 15 Punkte Abzug.

## Kelly-Cup-Playoffs

### Qualifikation der Southern Conference
- (S8) Arkansas RiverBlades – (S9) Baton Rouge Kingfish 2:0
- (S7) New Orleans Brass – (S10) Augusta Lynx 2:1

### Turnierplan
|  | Erste Runde | Erste Runde          | Erste Runde              |                     |                          | Zweite Runde | Zweite Runde | Zweite Runde |  |  | Dritte Runde | Dritte Runde | Dritte Runde |  |  | Kelly-Cup-Finale | Kelly-Cup-Finale | Kelly-Cup-Finale |
|  |             |                      |                          |                     |                          |              |              |              |  |  |              |              |              |  |  |                  |                  |                  |
|  | N1          | Trenton Titans       | 3                        |                     |                          |              |              |              |  |  |              |              |              |  |  |                  |                  |                  |
|  | N8          | Johnstown Chiefs     | 1                        |                     |                          |              |              |              |  |  |              |              |              |  |  |                  |                  |                  |
|  | N8          | Johnstown Chiefs     | 1                        | N1                  | Trenton Titans           | 3            |              |              |  |  |              |              |              |  |  |                  |                  |                  |
|  |             |                      |                          | N1                  | Trenton Titans           | 3            |              |              |  |  |              |              |              |  |  |                  |                  |                  |
|  |             |                      | N4                       | Toledo Storm        | 0                        |              |              |              |  |  |              |              |              |  |  |                  |                  |                  |
|  | N4          | Toledo Storm         | N4                       | Toledo Storm        | 0                        | 3            |              |              |  |  |              |              |              |  |  |                  |                  |                  |
|  | N4          | Toledo Storm         |                          |                     |                          | 3            |              |              |  |  |              |              |              |  |  |                  |                  |                  |
|  | N5          | Roanoke Express      | 2                        |                     |                          |              |              |              |  |  |              |              |              |  |  |                  |                  |                  |
|  | N5          | Roanoke Express      | 2                        | 1                   | Trenton Titans           | 4            |              |              |  |  |              |              |              |  |  |                  |                  |                  |
|  |             |                      |                          | 1                   | Trenton Titans           | 4            |              |              |  |  |              |              |              |  |  |                  |                  |                  |
|  |             | 2                    | Peoria Rivermen          | 3                   |                          |              |              |              |  |  |              |              |              |  |  |                  |                  |                  |
|  | N3          | 2                    | Peoria Rivermen          | 3                   | Dayton Bombers           | 3            |              |              |  |  |              |              |              |  |  |                  |                  |                  |
|  | N3          |                      |                          |                     | Dayton Bombers           | 3            |              |              |  |  |              |              |              |  |  |                  |                  |                  |
|  | N6          | Charlotte Checkers   | 2                        |                     |                          |              |              |              |  |  |              |              |              |  |  |                  |                  |                  |
|  | N6          | Charlotte Checkers   | 2                        | N3                  | Dayton Bombers           | 0            |              |              |  |  |              |              |              |  |  |                  |                  |                  |
|  |             |                      |                          | N3                  | Dayton Bombers           | 0            |              |              |  |  |              |              |              |  |  |                  |                  |                  |
|  |             |                      | N2                       | Peoria Rivermen     | 3                        |              |              |              |  |  |              |              |              |  |  |                  |                  |                  |
|  | N2          | Peoria Rivermen      | N2                       | Peoria Rivermen     | 3                        | 3            |              |              |  |  |              |              |              |  |  |                  |                  |                  |
|  | N2          | Peoria Rivermen      |                          |                     |                          |              |              |              |  |  |              |              |              |  |  |                  |                  |                  |
|  | N7          | Richmond Renegades   | 1                        |                     |                          |              |              |              |  |  |              |              |              |  |  |                  |                  |                  |
|  | N7          | Richmond Renegades   | 1                        | N1                  | Trenton Titans           | 1            |              |              |  |  |              |              |              |  |  |                  |                  |                  |
|  |             |                      |                          |                     |                          |              |              |              |  |  |              |              |              |  |  |                  |                  |                  |
|  |             | S1                   | South Carolina Stingrays | 4                   |                          |              |              |              |  |  |              |              |              |  |  |                  |                  |                  |
|  | S1          | S1                   | South Carolina Stingrays | 4                   | South Carolina Stingrays | 3            |              |              |  |  |              |              |              |  |  |                  |                  |                  |
|  | S1          |                      |                          |                     | South Carolina Stingrays | 3            |              |              |  |  |              |              |              |  |  |                  |                  |                  |
|  | S8          | Arkansas RiverBlades | 1                        |                     |                          |              |              |              |  |  |              |              |              |  |  |                  |                  |                  |
|  | S8          | Arkansas RiverBlades | 1                        | S1                  | South Carolina Stingrays | 3            |              |              |  |  |              |              |              |  |  |                  |                  |                  |
|  |             |                      |                          | S1                  | South Carolina Stingrays | 3            |              |              |  |  |              |              |              |  |  |                  |                  |                  |
|  |             |                      | S6                       | Mobile Mysticks     | 2                        |              |              |              |  |  |              |              |              |  |  |                  |                  |                  |
|  | S3          | Jackson Bandits      | S6                       | Mobile Mysticks     | 2                        | 2            |              |              |  |  |              |              |              |  |  |                  |                  |                  |
|  | S3          | Jackson Bandits      |                          |                     |                          | 2            |              |              |  |  |              |              |              |  |  |                  |                  |                  |
|  | S6          | Mobile Mysticks      | 3                        |                     |                          |              |              |              |  |  |              |              |              |  |  |                  |                  |                  |
|  | S6          | Mobile Mysticks      | 3                        | S1                  | South Carolina Stingrays | 4            |              |              |  |  |              |              |              |  |  |                  |                  |                  |
|  |             |                      |                          | S1                  | South Carolina Stingrays | 4            |              |              |  |  |              |              |              |  |  |                  |                  |                  |
|  |             | S2                   | Louisiana IceGators      | 0                   |                          |              |              |              |  |  |              |              |              |  |  |                  |                  |                  |
|  | S4          | S2                   | Louisiana IceGators      | 0                   | Florida Everblades       | 2            |              |              |  |  |              |              |              |  |  |                  |                  |                  |
|  | S4          |                      |                          |                     |                          |              |              |              |  |  |              |              |              |  |  |                  |                  |                  |
|  | S5          | Pee Dee Pride        | 3                        |                     |                          |              |              |              |  |  |              |              |              |  |  |                  |                  |                  |
|  | S5          | Pee Dee Pride        | 3                        | S5                  | Pee Dee Pride            | 2            |              |              |  |  |              |              |              |  |  |                  |                  |                  |
|  |             |                      |                          | S5                  | Pee Dee Pride            | 2            |              |              |  |  |              |              |              |  |  |                  |                  |                  |
|  |             |                      | S2                       | Louisiana IceGators | 3                        |              |              |              |  |  |              |              |              |  |  |                  |                  |                  |
|  | S2          | Louisiana IceGators  | S2                       | Louisiana IceGators | 3                        | 3            |              |              |  |  |              |              |              |  |  |                  |                  |                  |
|  | S2          | Louisiana IceGators  |                          |                     |                          |              |              |              |  |  |              |              |              |  |  |                  |                  |                  |
|  | S7          | New Orleans Brass    | 2                        |                     |                          |              |              |              |  |  |              |              |              |  |  |                  |                  |                  |

### Kelly-Cup-Sieger
| Kelly-Cup-Sieger South Carolina Stingrays | Jared Bednar, Ryan Brindley, Adam Calder, Marty Clapton, Kirk Daubenspeck, Brad Dexter, Zach Ham, Joel Irving, Trevor Johnson, Jody Lehman, Hugo Marchand, Brett Marietti, Mike Nicholishen, Damian Prescott, Chad Remackel, Gregory Schmidt, Dave Seitz, Scott Swanson, Buddy Wallace, Chris Wheaton Cheftrainer: Rick Adduono Assistenztrainer: Jason Fitzsimmons |

## Vergebene Trophäen
| Auszeichnung                                                                   | Spieler                  | Team                     |
| ------------------------------------------------------------------------------ | ------------------------ | ------------------------ |
| ECHL Coach of the Year Bester Trainer                                          | Troy Ward                | Trenton Titans           |
| ECHL Most Valuable Player Bester Spieler der regulären Saison                  | Scott King               | Charlotte Checkers       |
| Kelly Cup Playoffs Most Valuable Player Bester Spieler der Playoffs            | Dave Seitz               | South Carolina Stingrays |
| ECHL Rookie of the Year Bester Rookie der regulären Saison                     | Scott Stirling           | Trenton Titans           |
| ECHL Goaltender of the Year Bester Torwart der regulären Saison                | Scott Stirling           | Trenton Titans           |
| ECHL Defenseman of the Year Bester Verteidiger der regulären Saison            | Tom Nemeth               | Dayton Bombers           |
| ECHL Leading Scorer Bester Scorer der regulären Saison                         | Scott King               | Charlotte Checkers       |
| ECHL Plus Performer Award Spieler mit der besten Plus/Minus-Bilanz             | Jay Murphy               | Louisiana IceGators      |
| ECHL Sportsmanship Award Hoher sportlicher Standard und vorbildliches Benehmen | Jamie Ling               | Dayton Bombers           |
| Kelly Cup Gewinner der ECHL-Playoffs                                           | South Carolina Stingrays | South Carolina Stingrays |
| Henry Brabham Cup Bestes Team der regulären Saison                             | Trenton Titans           | Trenton Titans           |
| Northern Conference Champion Bestes Team der Northern Conference               | Trenton Titans           | Trenton Titans           |
| Southern Conference Champion Bestes Team der Southern Conference               | South Carolina Stingrays | South Carolina Stingrays |